# Tonganosaurus
Tonganosaurus ("ještěr z distriktu/města Tong'an") byl rodem vývojově starobylého sauropodního dinosaura, příbuzného rodu Omeisaurus. Žil na území dnešní Číny (provincie Fu-ťien) v období spodní jury (geol. stupně hettang - sinemur, souvrství Yimen). Jediný dosud objevený jedinec byl v roce 2010 popsán podle dvaceti obratlů, kostí přední končetiny a ramenního pletence, kostí zadní končetiny a části kyčle.

## Rozměry
Objevený exemplář je subadultní jedinec o délce zhruba 12 metrů. Dospělá velikost tohoto sauropoda však není známá.